# Ngài Bean (phim hoạt hình)
Ngài Bean (tựa gốc tiếng Anh: Mr. Bean: The Animated Series) là một loạt phim hoạt hình hài kịch tình huống của Anh do Tiger Aspect Productions sản xuất phối hợp với Richard Purdum Productions và Varga Holdings (cho phần đầu tiên). Dựa trên loạt phim hài truyền hình người đóng cùng tên do Rowan Atkinson và Richard Curtis sáng tạo, loạt phim hài tập trung vào Bean (Atkinson), Teddy, Irma Gobb (Matilda Ziegler), tài xế bí ẩn của Reliant Regal, bà Julia Wicket (Sally Grace) và chú mèo Scrapper của bà. Vào tháng 2 năm 2001, loạt phim được công bố chính thức và ra mắt ngay sau đó.
Ra mắt vào ngày 5 tháng 1 năm 2002 và ban đầu kết thúc vào ngày 2 tháng 6 năm 2004, ba phần đầu tiên gồm tổng cộng 52 tập đã được phát sóng. Hai phần đầu tiên ban đầu được phát sóng trên ITV vào khung giờ tối thứ bảy. Vào tháng 5 năm 2004, loạt phim hài này đã rời khỏi khung giờ tối thứ bảy và thay vào đó, phần thứ ba được phát sóng hàng ngày trên CITV do chương trình được khán giả trẻ tuổi yêu thích.
Vào tháng 1 năm 2014, một sự hồi sinh của loạt phim hài kịch tình huống đã được công bố, với Rowan Atkinson trở lại với tư cách là diễn viên lồng tiếng Bean, cùng với các diễn viên khác đảm nhiệm lại vai diễn của họ. Sự hồi sinh này đã được công chiếu vào ngày 16 tháng 2 năm 2015 và kết thúc vào ngày 8 tháng 10 năm 2019 trên CITV. Phim có nhiều đoạn hội thoại thực tế hơn so với loạt phim gốc, chủ yếu chỉ có ít hiệu ứng âm thanh và tiếng lầm bầm.
Vào tháng 1 năm 2024, một sự hồi sinh khác đã được công bố, dự kiến phát hành vào năm 2025 trên ITVX tại Vương quốc Anh và Cartoonito tại Châu Âu.

## Diễn viên lồng tiếng và nhân vật

### Chính
- Bean (Rowan Atkinson lồng tiếng) – Nhân vật chính. Anh là một trẻ con theo cá nhân, tự phụ và cực kỳ cạnh tranh sống ở Luân Đôn, người hầu như luôn mặc áo khoác tuýt đặc trưng của mình và một chiếc cà vạt đỏ mỏng, và thường mang theo nhiều âm mưu và thủ đoạn bất thường vào các công việc hàng ngày (giống như người đóng thế ngoài đời thực của anh). Mặc dù vậy, anh được miêu tả trong loạt phim hoạt hình là có năng lực hơn và ít hề hơn so với người đóng thế ngoài đời thực của mình. Ngoài ra, anh thường nói thành câu hoàn chỉnh (đặc biệt là trong phần sau) so với người đóng thế ngoài đời thực của mình, người hiếm khi nói một vài từ lẩm bẩm mà tất cả đều bằng giọng trầm buồn cười.
- Teddy – Chú gấu bông cá nhân và là người bạn thân thiết suốt đời của Bean. Mặc dù vô tri, Bean vẫn giả vờ rằng Teddy còn sống (giống như trong loạt phim hài gốc).
- Irma Gobb (Matilda Ziegler lồng tiếng) – Bạn gái đau khổ của Bean, người đã xuất hiện lần đầu  trong tập The Curse of Mr. Bean của phiên bản người đóng. Giống như phiên bản người đóng gốc của mình, Irma được miêu tả là thông minh hơn và ít hề hơn Bean, điều này thường dẫn đến mối quan hệ căng thẳng giữa cô và Bean. Cô cũng được miêu tả là một nhân viên tại một thư viện địa phương.
- Bà Julia Wicket (Sally Grace lồng tiếng) – Bà chủ nhà lớn tuổi và khó tính của Bean, người thường khinh thường Bean và những trò hề của anh, mặc dù sâu thẳm bên trong, bà có một điểm yếu dành cho anh (điều này trở nên rõ ràng hơn trong các phần sau). Những trò đùa liên tục bao gồm việc bà hét lớn trong những tình huống tồi tệ, thường dọa những chú chim bên ngoài căn hộ và đóng sầm cửa nhà Bean khiến những bức tranh có khung kính và những đồ vật khác treo trên tường rơi xuống và vỡ. Như đã tiết lộ trong tập "Young Bean", lý do bà ghét Bean là vì khi còn nhỏ, cậu đã vô tình phá hỏng đám cưới của bà bằng cách lái xe go-kart của mình xuống con dốc và đâm thẳng vào bà và chú rể. Trong phần đầu tiên, bà thường đóng vai phản diện, nhưng hành động tử tế hơn nhiều từ phần thứ hai.
- Scrapper – Chú mèo cưng một mắt hung dữ, nóng tính của bà Wicket, khinh thường Bean giống như chủ của nó.
- Mary Wince – Bạn thân nhất của bà Wicket, người thường ghé qua căn hộ của bà để uống trà và xem đấu vật trên truyền hình với bà. Cô được gọi là Mary trong tập "A Royal Makeover".
- Mini – Phương tiện cá nhân của Bean, một chiếc Mini màu xanh chanh với nắp ca-pô màu đen mờ. Như một trò đùa, Bean giữ nó khóa bằng chốt và ổ khóa thay vì ổ khóa gắn trên xe (như trong loạt phim hài người đóng gốc). Số đăng ký của Mini không giống như trong loạt phim hài người đóng gốc ghi là "SLW 287R", mà ghi là "STE 952R".
- Reliant Regal –  Một chiếc xe ba bánh màu xanh lam nhạt, như một trò đùa khác, luôn bị lật hoặc đâm ra khỏi chỗ đậu xe hoặc đâm vào bất cứ đâu bởi Bean trong chiếc Mini của mình, người thường không biết kết quả (giống như trong loạt phim hài người đóng gốc). Tuy nhiên, trong tập phim "Car Wars", Bean thấy mình đang xung đột với chiếc xe mà anh dành cả thời lượng tập phim để cố tình đâm vào nó. Số đăng ký của Reliant không giống như trong loạt phim hài người đóng gốc ghi là "GRA 26K", mà ghi là "DUW 742".

### Phụ
- Kẻ trộm – Một cặp tội phạm vô danh (một lớn và một nhỏ) là bậc thầy cải trang và thường xuyên đi khắp London để thực hiện nhiều tội ác khác nhau, nhưng vẫn phải chịu thất bại dưới tay Bean (chủ yếu là khi anh là nạn nhân hoặc nhân chứng của chúng), sau đó cảnh sát địa phương bắt giữ chúng. Những tên trộm đóng vai trò là nhân vật phản diện, xuất hiện trong nhiều tập phim.
- Gia đình nhà Bruiser – Những người hàng xóm bên cạnh nhà Bean và bà Wicket, một gia đình thuộc giai cấp công nhân thừa cân đôi khi hành động như kẻ thù của Bean. Mặc dù xuất hiện như một gia đình trọn vẹn trong các tập "Neighbourly Bean", "Scaredy Bean", "Home Movie", "Litterbugs", "Super Spy" và "Dig This", chỉ có cha và con trai xuất hiện trong hầu hết các tập phim.
- Nữ hoàng Elizabeth II – Nữ hoàng trị vì Vương quốc Anh và Khối thịnh vượng chung, người mà Bean hâm mộ.
- Người quản lý giao thông – Một cán bộ thực thi luật đỗ xe không tên, người ban đầu xuất hiện trực tiếp trong tập phim người đóng "The Trouble with Mr. Bean" và định vị và phạt những chiếc xe đỗ trái phép trên khắp London. Vì Bean thường xuyên đỗ chiếc Mini của mình ở những nơi không đúng, cô nhanh chóng cản đường khiến anh bất hòa với cô. Cô rất tận tâm với nhiệm vụ của mình, thậm chí đến mức phạt một chiếc xe cảnh sát một lần.
- Thủ thư – Chủ của thư viện nơi Irma làm việc.
- Lottie – Chú gấu bông của Irma Gobb trông giống hệt Teddy, ngoại trừ cô có lông mi, nơ đỏ và váy. Cô được miêu tả là bạn gái của Teddy, nhưng Bean không chấp nhận mối quan hệ này.
- Cháu trai của bà Wicket – Cháu trai giấu tên của bà Wicket.[7] Cậu thường được nhìn thấy đang chơi trò chơi điện tử ở căn hộ của dì mình.
- Declan – Bạn của Irma Gobb, cũng là đối thủ đáng gờm của Bean trong việc chiếm được trái tim cô.

## Đón nhận
Loạt phim nhận được phần lớn đánh giá tích cực từ các nhà phê bình truyền hình. Common Sense Media, một tổ chức giáo dục và vận động thúc đẩy công nghệ và phương tiện truyền thông an toàn cho trẻ em, đã cho loạt phim 3 sao và viết rằng "phim hoạt hình hài hước của Anh [hướng đến] trẻ em lớn hơn, người lớn."

## Home media
Ngài Bean phiên bản hoạt hình đã được phát hành trên DVD bởi A&E Home Video tại Khu vực 1, và bởi Universal Pictures Home Entertainment tại Khu vực 2 và 4. Tại Hoa Kỳ, ba phần đầu tiên đã được phát hành toàn bộ trong sáu tập, trong khi tại Vương quốc Anh và Úc, sáu tập chỉ chứa 47 trong số tổng số 52 tập phim, với các tập còn lại thay vào đó xuất hiện dưới dạng các tính năng bổ sung trên DVD của loạt phim người đóng gốc.
Lý do là khi năm tập phim được phân loại bởi Hội đồng phân loại phim Anh tại Vương quốc Anh, mỗi tập phim đều được cấp một Chứng chỉ PG thay vì chứng chỉ U không giống như các tập phim khác. Sau đó, một quyết định được đưa ra rằng tất cả các đĩa DVD của bộ phim đều phải có chứng chỉ U, dẫn đến năm tập phim được xếp loại PG không được đưa vào.
Ở Khu vực 4, DVD Mr. Bean: The Animated Series: Series 2, Volume 3 – Racing Adventures là sản phẩm độc quyền của Big W; hiện nay, sản phẩm này không còn được bán nữa.
| Phần | Phần | Phần    | Số tập | Ngày phát hành | Ngày phát hành | Ngày phát hành | Ngày phát hành |
| Phần | Phần | Phần    | Số tập | Anh Quốc | Hoa Kỳ | Úc |                |
| ---- | ---- | ------- | ------ | --- | --- | --- | -------------- |
|      | 1    | 2002    | 18     | Tập 1: Eight Amazing Adventures: 29 tháng 8 năm 2005; tái bản kỷ niệm 20 năm: 6 tháng 9 năm 2010; tái bản kỷ niệm 25 năm: 20 tháng 7 năm 2015 Tập phim nổi bật: "In the Wild" – "Spring Clean"Tập 2: Eight Exciting Escapades: 27 tháng 3 năm 2006; tái bản kỷ niệm 20 năm: 6 tháng 9 năm 2010 Tập phim nổi bật: "Birthday Bear" – "Homeless"Tập 4: Seven Smashing Stories: 13 tháng 11 năm 2006; tái bản kỷ niệm 20 năm: 6 tháng 9 năm 2010 Tập phim nổi bật: "Nurse!" – "The Bottle"The Bean Boxset!: 18 March 2008; tái bản kỷ niệm 20 năm: 6 tháng 9 năm 2010Cat-Sitting and More Paw-some Adventures!: 29 tháng 8 năm 2016 Tập phim nổi bật: "Birthday Bear" • "The Mole" • "Dead Cat" • "Magpie" • "Cat-Sitting"Egg and Bean and Other Springtime Surprises: 3 tháng 4 năm 2017 Tập phim nổi bật: "Spring Clean" | Tập 1: Bean There, Done That: 30 tháng 9 năm 2003 Tập phim nổi bật: "Nurse!" – "The Bottle"Tập 4: Grin and Bean It: 28 tháng 9 năm 2004 Tập phim nổi bật: "No Parking" • "Bean's Bounty"Tập 6: It's Not Easy Being Bean: 28 tháng 9 năm 2004 Tập phim nổi bật: "In the Wild" • "Missing Teddy" • "Mime Games" – "Homeless" | Tập 1: Eight Amazing Adventures: 18 tháng 8 năm 2004 Tập phim nổi bật: "In the Wild" – "Spring Clean"Tập 2: Eight Exciting Escapades: 4 tháng 7 năm 2007 Tập phim nổi bật: "Birthday Bear" – "Homeless"Tập 4: Seven Smashing Stories: 28 tháng 10 năm 2009 Tập phim nổi bật: "Nurse!" – "The Bottle" |                |
|      | 2    | 2003    | 16     | Tập 3: Eight Terrific Tales: 31 tháng 7 năm 2006; tái bản kỷ niệm 20 năm: 6 tháng 9 năm 2010 Tập phim nổi bật: "Royal Bean" – "Toothache"Tập 4: Seven Smashing Stories: 13 tháng 11 năm 2006; tái bản kỷ niệm 20 năm: 6 tháng 9 năm 2010 Tập phim nổi bật: "Neighbourly Bean"Tập 5: Eight Eventful Escapades: 19 tháng 3 năm 2007; tái bản kỷ niệm 20 năm: 9 tháng 9 năm 2010 Tập phim nổi bật: "Inventor" • "Car Trouble" • "Restaurant" • "Wanted"The Bean Boxset!: 18 tháng 3 năm 2008; tái bản kỷ niệm 20 năm: 6 tháng 9 năm 2010Cat-Sitting and More Paw-some Adventures!: 29 tháng 8 năm 2016 Tập phim nổi bật: "In the Pink"On Thin Ice and Other Winter Wonders: 2 tháng 10 năm 2017 Tập phim nổi bật: "Young Bean" • "Dinner for Two" | Tập 1: Bean There, Done That: 30 tháng 9 năm 2003 Tập phim nổi bật: "Goldfish" • "Inventor"Tập 2: Whatever Will Bean, Will Bean: 30 tháng 3 năm 2004 Tập phim nổi bật: "Royal Bean" – "Restaurant"Tập 3: It's All Bean to Me: 30 tháng 3 năm 2004 Tập phim nổi bật: "Art Thief" – "Wanted"                                 | Tập 3: Eight Terrific Tales: 28 tháng 10 năm 2009 Tập phim nổi bật: "Royal Bean" – "Toothache"Tập 4: Seven Smashing Stories: 28 tháng 10 năm 2009 Tập phim nổi bật: "Neighbourly Bean"Tập 5: Eight Eventful Escapades: 28 tháng 10 năm 2009 Tập phim nổi bật: "Inventor" • "Car Trouble" • "Restaurant" • "Wanted" |                |
|      | 3    | 2004    | 18     | Tập 1: Eight Amazing Adventures: 29 tháng 8 năm 2005; tái bản kỷ niệm 20 năm: 6 tháng 9 năm 2010; tái bản kỷ niệm 25 năm: 20 tháng 7 năm 2015 Tập phim nổi bật: "Artful Bean" • "The Fly"Tập 2: Eight Exciting Escapades: 27 tháng 3 năm 2006; tái bản kỷ niệm 20 năm: 6 tháng 9 năm 2010 Tập phim nổi bật: "No Pets" • "Ray of Sunshine"Tập 3: Eight Terrific Tales: 31 tháng 7 năm 2006; tái bản kỷ niệm 20 năm: 6 tháng 9 năm 2010 Tập phim nổi bật: "Camping" • "Chocks Away"Tập 5: Eight Eventful Escapades: 19 tháng 3 năm 2007; tái bản kỷ niệm 20 năm: 9 tháng 9 năm 2010 Tập phim nổi bật: "Gadget Kid" – "Keyboard Capers"Tập 6: Eight Sticky Scrapes: 22 tháng 11 năm 2007; tái bản kỷ niệm 20 năm: 9 tháng 9 năm 2010 Tập phim nổi bật: "A Royal Makeover" – "Egg and Bean" • "Hopping Mad!" • "A Grand Invitation" • "Bean in Love" • "Double Trouble"The Bean Boxset!: 18 tháng 3 năm 2008; tái bản kỷ niệm 20 năm: 6 tháng 9 năm 2010Cat-Sitting and More Paw-some Adventures!: 29 tháng 8 năm 2016 Tập phim nổi bật: "The Fly" • "Hopping Mad!" • "No Pets"Egg and Bean and Other Springtime Surprises: 3 tháng 4 năm 2017 Tập phim nổi bật: "Egg and Bean" • "Hopping Mad!" • "Ray of Sunshine" | Tập 3: It's All Bean to Me: 30 tháng 3 năm 2004 Tập phim nổi bật: "Gadget Kid" – "Keyboard Capers"Tập 4: Grin and Bean It: 28 September 2004 Tập phim nổi bật: "Artful Bean" – "Egg and Bean"Tập 5: The Ends Justify the Beans: 28 tháng 9 năm 2004 Tập phim nổi bật: "Camping" – "Double Trouble"                         | Tập 1: Eight Amazing Adventures: 18 tháng 8 năm 2004 Tập phim nổi bật: "Artful Bean" • "The Fly"Tập 2: Eight Exciting Escapades: 4 tháng 7 năm 2007 Tập phim nổi bật: "No Pets" • "Ray of Sunshine"Tập 3: Eight Terrific Tales: 28 tháng 10 năm 2009 Tập phim nổi bật: "Camping" • "Chocks Away"Tập 5: Eight Eventful Escapades: 28 tháng 10 năm 2009 Tập phim nổi bật: "Gadget Kid" – "Keyboard Capers"Tập 6: Eight Sticky Scrapes: 28 tháng 10 năm 2009 Tập phim nổi bật: "A Royal Makeover" – "Egg and Bean" • "Hopping Mad!" • "A Grand Invitation" • "Bean in Love" • "Double Trouble" |                |
|      | 4    | 2015–16 | 52     | Tập 7: Nine Tremendous Tales (Bản phát hành gốc) / Home Movie and More Tremendous Tales! (bản phát hành New Cover Re 2017): 7 tháng 9 năm 2015 Tập phim nổi bật: "Home Movie" – "Valentine's Bean"Tập 8: Nine Splendid Stories (Bản phát hành gốc) / Holiday For Teddy and More Tantalising Tales! (bản phát hành New Cover Re 2017): 19 tháng 10 năm 2015 Tập phim nổi bật: "All You Can Eat" – "Lord Bean"Tập 9: Racing Adventures and More Exciting Escapades!: 23 tháng 5 năm 2016 Tập phim nổi bật: "Car Wars" – "Taxi Bean"Tập 10: Halloween and More Awesome Stories!: 3 tháng 10 năm 2016 Tập phim nổi bật: "Muscle Bean" – "Halloween"Tập 11: SuperBean and Other Splendid Stories!: 30 tháng 1 năm 2017 Tập phim nổi bật: "Wrestle Bean" – "Ice Cream"Egg and Bean and Other Springtime Surprises: 3 tháng 4 năm 2017 Tập phim nổi bật: "Holiday for Teddy" • "Scout Bean" • "A New Friend" • "Ice Cream"Tập 12: Birthday Bean and Friends: 24 tháng 7 năm 2017 Tập phim nổi bật: "Bean Painting" • "Birthday Party" – "Bean Shopping"On Thin Ice and Other Winter Wonders: 2 tháng 10 năm 2017 Tập phim nổi bật: "Green Bean" • "Rat Trap" • "Viral Bean" • "Lord Bean" • "Jurassic Bean"             | — | Tập 7: Nine Tremendous Tales: 24 tháng 9 năm 2015 Tập phim nổi bật: "Home Movie" – "Valentine's Bean"Tập 8: Nine Splendid Stories: 24 tháng 9 năm 2015 Tập phim nổi bật: "All You Can Eat" – "Lord Bean"Tập 9: Racing Adventures and More Exciting Escapades!: 16 tháng 6 năm 2016 Tập phim nổi bật: "Car Wars" – "Taxi Bean"Tập 10: Halloween and More Awesome Stories!: 2017 Tập phim nổi bật: "Muscle Bean" – "Halloween"Tập 11: SuperBean and Other Splendid Stories!: 2017 Tập phim nổi bật: "Wrestle Bean" – "Ice Cream"                                                              |                |

## Trên các phương tiện truyền thông khác
Một trò chơi điện tử góc nhìn thứ ba, platform dựa trên loạt phim đã được phát hành vào cuối những năm 2000 trên nhiều nền tảng. Được phát hành lần đầu tiên tại khu vực PAL với tên gọi Mr. Bean trên PlayStation 2, Nintendo DS và Microsoft Windows. Một phiên bản Wii port của trò chơi, có tên là Mr. Bean's Wacky World, cũng được phát hành ngay sau các phiên bản đó tại cùng khu vực, với một  phiên bản bản địa hóa tại Bắc Mỹ của bản port đã có vào năm 2011.
Nhiều trò chơi di động dựa trên loạt phim đã được phát hành như Mr. Bean: Around the World, Mr. Bean: Flying Teddy, Mr. Bean: Sandwich Stack, Mr. Bean: Special Delivery và nhiều ứng dụng trò chơi khác có sẵn trên toàn cầu ở các thiết bị di động iOS, Android và Amazon.